# Europapokal der Landesmeister 1971/72
Der Europapokal der Landesmeister 1971/72 war die 17. Auflage des Wettbewerbs. 33 Klubmannschaften nahmen teil, darunter 32 Landesmeister der vorangegangenen Saison und mit Ajax Amsterdam der Titelverteidiger.
Die Teilnehmer spielten im reinen Pokalmodus mit (bis auf das Finale) Hin- und Rückspielen um die Krone des europäischen Vereinsfußballs. Bei Torgleichstand zählte zunächst die größere Zahl der auswärts erzielten Tore; gab es auch hierbei einen Gleichstand, wurde das Rückspiel verlängert und ggf. sofort anschließend ein Elfmeterschießen zur Entscheidung ausgetragen.
Das Finale fand am 31. Mai 1972 in De Kuip von Rotterdam vor 61.354 Zuschauern statt.

## Vorrunde
Das Hinspiel fand am 19. August, das Rückspiel am 26. August 1971 statt.
|             | Gesamt |              | Hinspiel | Rückspiel |
| ----------- | ------ | ------------ | -------- | --------- |
| FC Valencia | 4:1    | US Luxemburg | 3:1      | 1:0       |

## 1. Runde
Die Hinspiele fanden am 15./26.(Akranes vs. Sliema) September, die Rückspiele am 29. September 1971 statt.
|                      | Gesamt    |                          | Hinspiel | Rückspiel |
| -------------------- | --------- | ------------------------ | -------- | --------- |
| Feijenoord Rotterdam | 17:00     | Olympiakos Nikosia       | 8:0      | 9:0       |
| Olympique Marseille  | 3:2       | Górnik Zabrze            | 2:1      | 1:1       |
| Galatasaray Istanbul | 1:4       | ZSKA Moskau              | 1:1      | 0:3       |
| Standard Lüttich     | 5:2       | Linfield FC              | 2:0      | 3:2       |
| Boldklubben 1903     | 2:4       | Celtic Glasgow           | 2:1      | 0:3       |
| Dinamo Bukarest      | (a)2:2(a) | Spartak Trnava           | 0:0      | 2:2       |
| Inter Mailand        | 6:4       | AEK Athen                | 4:1      | 2:3       |
| Újpesti Dózsa SC     | 4:1       | Malmö FF                 | 4:0      | 0:1       |
| Cork Hibernians      | 1:7       | Borussia Mönchengladbach | 0:5      | 1:2       |
| SSW Innsbruck        | 1:7       | Benfica Lissabon         | 0:4      | 1:3       |
| ZSKA Sofia           | 4:0       | Partizani Tirana         | 3:0      | 1:0       |
| Strømsgodset IF      | 1:7       | FC Arsenal               | 1:3      | 0:4       |
| Lahden Reipas        | 1:9       | Grasshopper Club Zürich  | 1:1      | 0:8       |
| Ajax Amsterdam       | 2:0       | Dynamo Dresden           | 2:0      | 0:0       |
| FC Valencia          | (a)1:1(a) | Hajduk Split             | 0:0      | 1:1       |
| ÍA Akranes           | 0:4       | Sliema Wanderers         | 0:4      | 0:0       |

## 2. Runde
Die Hinspiele fanden am 20. Oktober, die Rückspiele am 3. November 1971 statt.
|                          | Gesamt |                      | Hinspiel | Rückspiel |
| ------------------------ | ------ | -------------------- | -------- | --------- |
| Olympique Marseille      | 2:6    | Ajax Amsterdam       | 1:2      | 1:4       |
| Dinamo Bukarest          | 0:5    | Feijenoord Rotterdam | 0:3      | 0:2       |
| ZSKA Moskau              | 1:2    | Standard Lüttich     | 1:0      | 0:2       |
| Grasshopper Club Zürich  | 0:5    | FC Arsenal           | 0:2      | 0:3       |
| Celtic Glasgow           | 7:1    | Sliema Wanderers     | 5:0      | 2:1       |
| FC Valencia              | 1:3    | Újpesti Dózsa SC     | 0:1      | 1:2       |
| Benfica Lissabon         | 2:1    | ZSKA Sofia           | 2:1      | 0:0       |
| Borussia Mönchengladbach | 2:4    | Inter Mailand        | 7:1      | 2:4       |

### Wiederholungsspiel
Die Wiederholung des annullierten Hinspiels fand am 1. Dezember 1971 in Berlin statt.
|                          | Ergebnis |               |
| ------------------------ | -------- | ------------- |
| Borussia Mönchengladbach | 0:0      | Inter Mailand |

## Viertelfinale
Die Hinspiele fanden am 8./10. März, die Rückspiele am 22/24. März 1972 statt.
|                      | Gesamt    |                  | Hinspiel | Rückspiel |
| -------------------- | --------- | ---------------- | -------- | --------- |
| Ajax Amsterdam       | 3:1       | FC Arsenal       | 2:1      | 1:0       |
| Újpesti Dózsa SC     | 2:3       | Celtic Glasgow   | 1:2      | 1:1       |
| Feijenoord Rotterdam | 2:5       | Benfica Lissabon | 1:0      | 1:5       |
| Inter Mailand        | (a)2:2(a) | Standard Lüttich | 1:0      | 1:2       |

## Halbfinale
Die Hinspiele fanden am 5. April, die Rückspiele am 19. April 1972 statt.
|                | Gesamt          |                  | Hinspiel | Rückspiel |
| -------------- | --------------- | ---------------- | -------- | --------- |
| Ajax Amsterdam | 1:0             | Benfica Lissabon | 1:0      | 0:0       |
| Inter Mailand  | 0:0 (5:4 i. E.) | Celtic Glasgow   | 0:0      | 0:0 n. V. |

## Finale

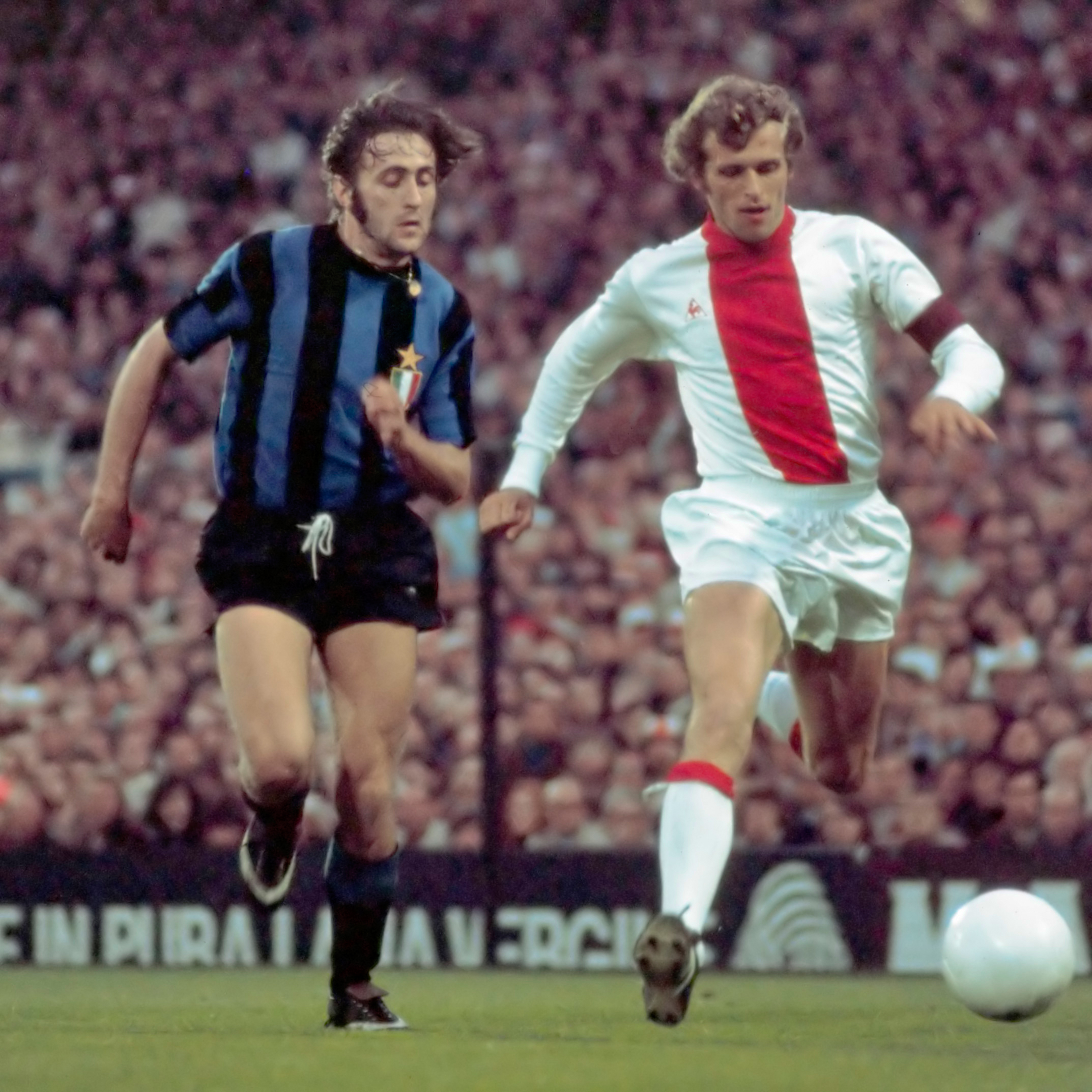
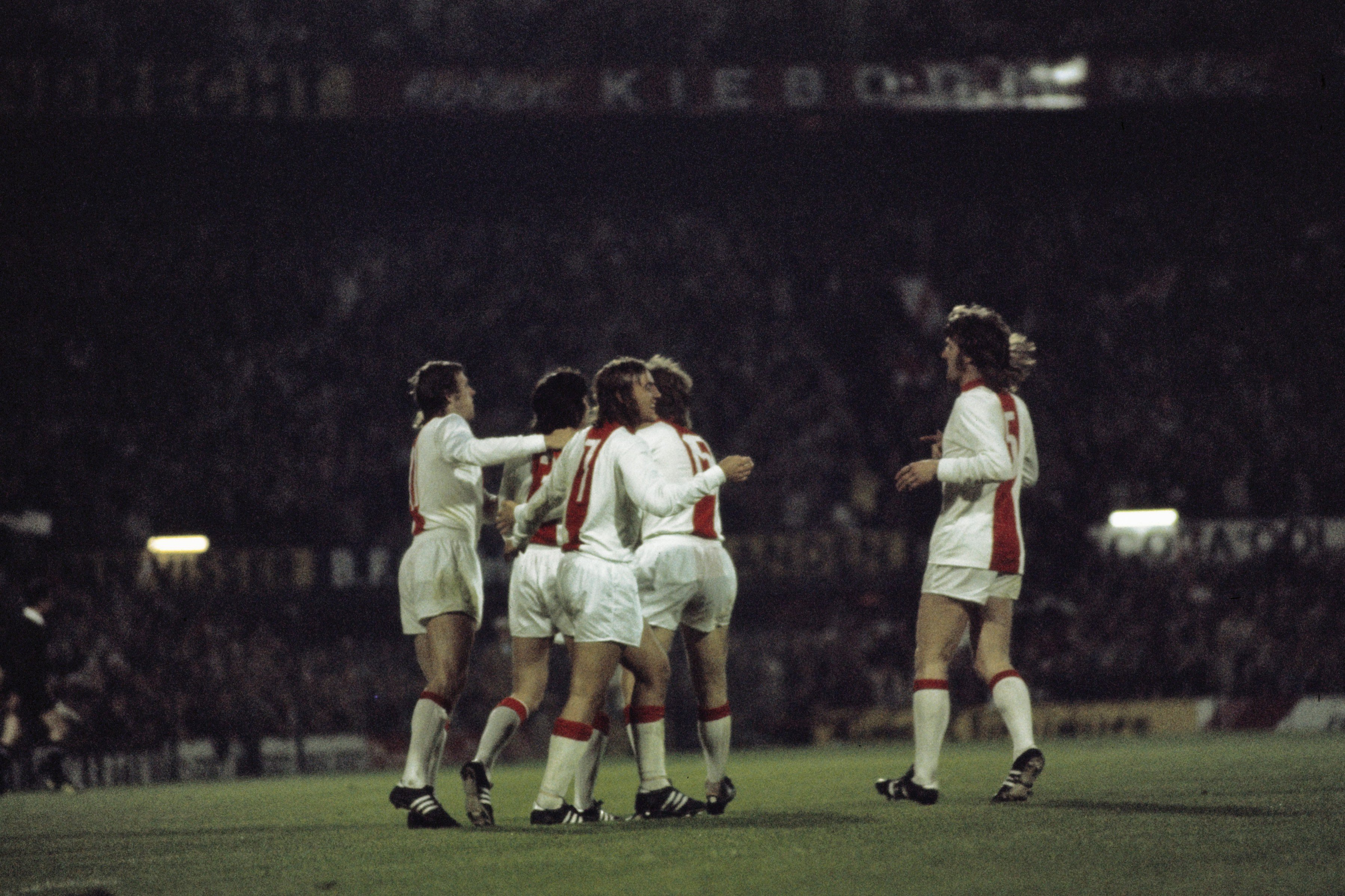
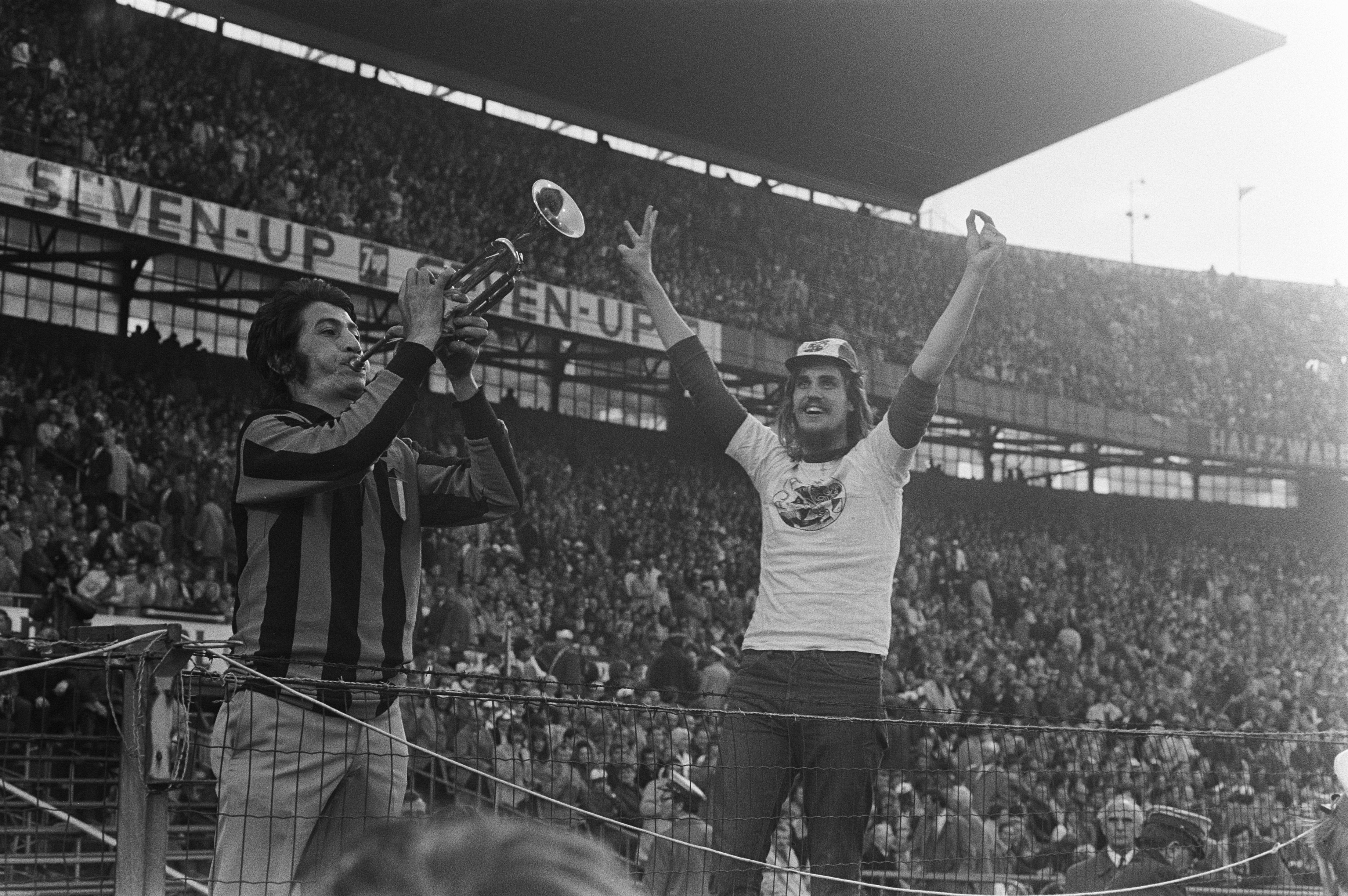
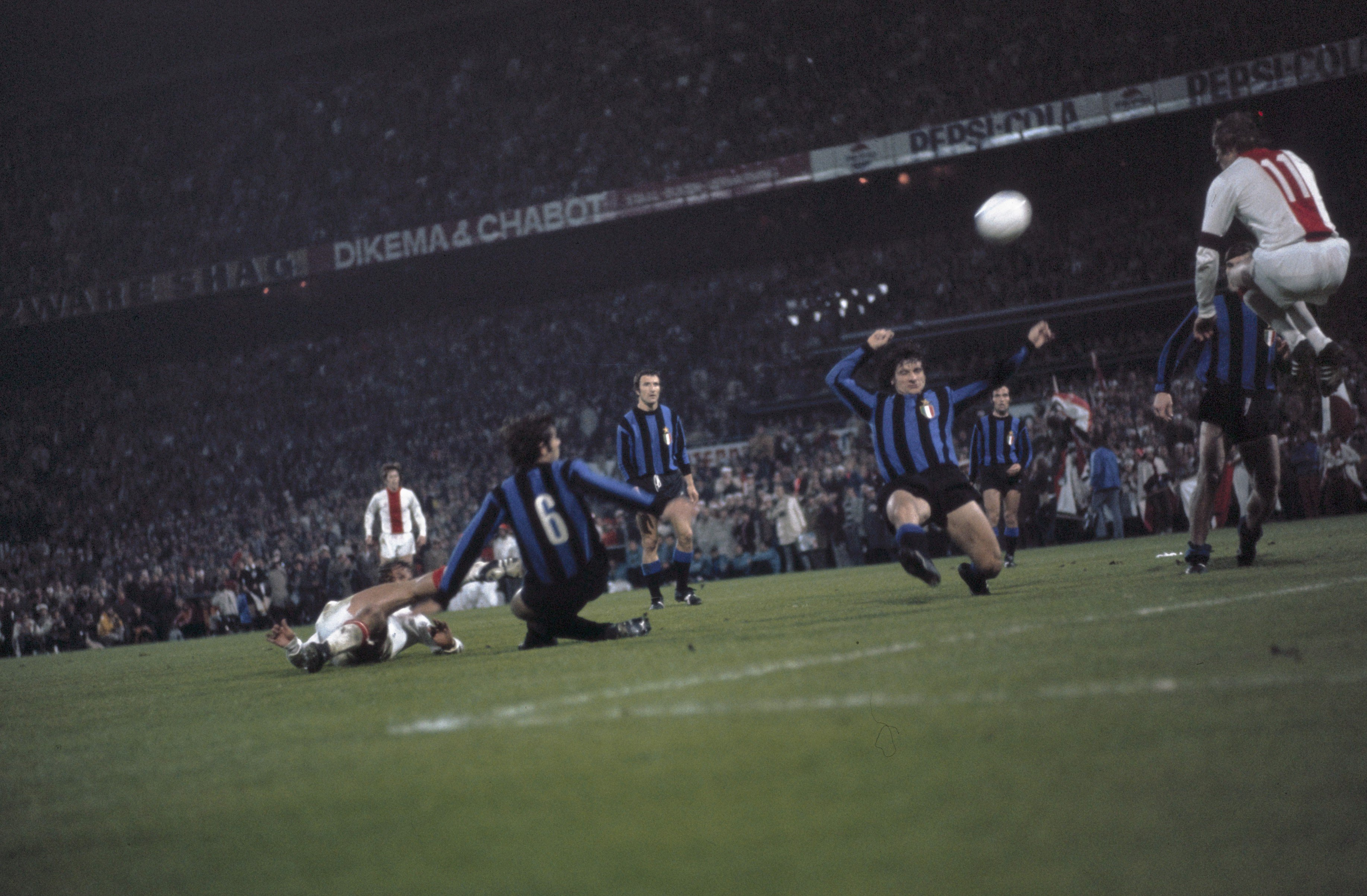

| Ajax Amsterdam                              | Ajax Amsterdam | Inter Mailand | Inter Mailand |
| ------------------------------------------- | --- | --- | ------------- |
| Ajax Amsterdam                              | \| 31. Mai 1972 in Rotterdam (De Kuip) \| \| Ergebnis: 2:0 (0:0) \| \| Zuschauer: 61.354 \| \| Schiedsrichter: Robert Héliès ( Frankreich) \|                                                      | \| 31. Mai 1972 in Rotterdam (De Kuip) \| \| Ergebnis: 2:0 (0:0) \| \| Zuschauer: 61.354 \| \| Schiedsrichter: Robert Héliès ( Frankreich) \| | Inter Mailand |
| Ajax Amsterdam                              | Heinz Stuy – Wim Suurbier, Horst Blankenburg, Barry Hulshoff, Ruud Krol – Johan Neeskens, Arie Haan, Gerrie Mühren – Sjaak Swart, Johan Cruyff, Piet Keizer Cheftrainer: Ștefan Kovács ( Rumänien) | Ivano Bordon – Tarcisio Burgnich, Giacinto Facchetti, Mauro Bellugi, Gabriele Oriali – Mario Giubertoni (13. Mario Bertini), Gianfranco Bedin, Mario Frustalupi – Jair (59. Sergio Pellizzaro), Sandro Mazzola , Roberto Boninsegna Cheftrainer: Giovanni Invernizzi | Inter Mailand |
| Ajax Amsterdam                              | 1:0 Johan Cruyff (47.) 2:0 Johan Cruyff (76.) | | Inter Mailand |
| 31. Mai 1972 in Rotterdam (De Kuip)         | | |               |
| Ergebnis: 2:0 (0:0)                         | | |               |
| Zuschauer: 61.354                           | | |               |
| Schiedsrichter: Robert Héliès ( Frankreich) | | |               |

## Beste Torschützen
| Rang | Spieler            | Klub                    | Tore |
| ---- | ------------------ | ----------------------- | ---- |
| 1    | Antal Dunai        | Újpesti Dósza SC        | 5    |
|      | Lou Macari         | Celtic Glasgow          | 5    |
|      | Johan Cruyff *     | Ajax Amsterdam          | 5    |
|      | Silvester Takač    | Standard Lüttich        | 5    |
| 5    | Artur Jorge        | Benfica Lissabon        | 4    |
|      | Ronnie Cocks       | Sliema Wanderers        | 4    |
|      | Rinus Israël       | Feyenoord Rotterdam     | 4    |
|      | Lex Schoenmaker    | Feyenoord Rotterdam     | 4    |
|      | Willem van Hanegem | Feyenoord Rotterdam     | 4    |
|      | Ray Kennedy        | FC Arsenal              | 4    |
|      | Kurt Müller        | Grasshopper Club Zürich | 4    |

* Nach Recherchen der 
RSSSF hat Johan Cruyff lediglich 4 Tore erzielt.

## Eingesetzte Spieler Ajax Amsterdam
| 1. | Ajax Amsterdam |
|    | - Tor: Heinz Stuy (9/-) - Abwehr: Horst Blankenburg (9/-); Barry Hulshoff (9/-); Ruud Krol (9/-); Wim Suurbier (6/-); Ruud Suurendonk (2/-) - Mittelfeld: Gerrie Mühren (9/2); Arie Haan (9/1); Johan Neeskens (8/-); Heinz Schilcher (2/-) - Angriff: Johan Cruyff (9/5); Sjaak Swart (9/3); Piet Keizer (9/2); Dick van Dijk (5/-); Johnny Rep (2/-) - Trainer: Ștefan Kovács |